# 錢伯斯堡鎮區 (北卡羅萊納州艾爾代爾縣)
錢伯斯堡鎮區（英語：Chambersburg Township）是位於美國北卡羅萊納州艾爾代爾縣的一個鎮區。

## 地方資料
錢伯斯堡鎮區的面積為125.35平方千米，皆為陸地。根據2020年美國人口普查的數據，當地共有人口11478人，而人口密度為每平方千米91.57人。